# Leopoldo Serantes
Leopoldo Serantes, seltener auch Leopoldo Serrantes (* 15. März 1962; † 1. September 2021) war ein philippinischer Boxer im Halbfliegengewicht.

## Erfolge
Leopoldo Serantes gewann unter anderem die Südostasienmeisterschaften 1984 in Manila und die Südostasienspiele 1985 und Südostasienspiele 1987. Bei den Asienmeisterschaften 1985 in Bangkok erreichte er die Silbermedaille. 1987 gewann er zudem den prestigeträchtigen Kings Cup in Thailand.
1988 startete er bei den Olympischen Sommerspielen in Seoul im Halbfliegengewichtsturnier, wo er erst im Halbfinale gegen Iwajlo Marinow ausschied und somit eine Bronzemedaille erkämpfte. 1989 nahm er noch an den Weltmeisterschaften in Moskau teil, unterlag aber im ersten Kampf gegen Jan Quast.
Serantes litt nach seiner Karriere an einer chronisch Lungenerkrankungen. Am 1. September 2021 starb er im Alter von 59 Jahren an den Folgen seiner Lungenerkrankung.